# Citrus (авиакомпания)
«Citrus» (сокр. от Cities of Russia; юридическое название — ООО «Глобус») — российская бюджетная авиакомпания (лоукостер), входит в холдинг-группу S7 Group, будет базироваться в аэропортах Казани и Омска, должна была начать полёты 1 июля 2022 года, но позже запуск был отложен на неопределённое время.

## История
Материнская авиакомпания S7 Airlines в конце 2000-х годов предпринимала попытку создания дочерней компании «Глобус», которая оказалась неуспешной, и в 2019—2020 годах дочерняя компания была фактически слита с материнской.
После наступления спада экономики и доходов населения, а также всевозможных международных ограничений в связи с пандемией COVID-19, когда увеличилась доля внутрироссийского туризма и востребованность недорогих перелётов (например, первой массовой бюджетной авиакомпанией России «Победа»), в середине 2021 года было объявлено, что в холдинге S7 Group будет создан лоукостер для перевозок в регионах. Инвестиции холдинга S7 Group в проект составят до 3 млрд руб.
Для определения названия лоукостера объявлялся открытый конкурс, на котором свои предложения подавали все желающие, а для победителей были предусмотрены призы. В итоге было решено назвать авиакомпанию по лозунгу-цели — соединять российские города — «Cities of Russia» («Города России»).
Было заявлено, что лоукостер Citrus получит свой сертификат эксплуатанта, начнёт продажу авиабилетов весной 2022 года и полёты в июле 2022 года.
28 января 2022 года совместно с Росавиацией состоялся вылет Airbus A-319 (VP-BHP) с кодом CTU-8899 для получения сертификата эксплуатанта. 9 февраля было объявлено, что авиакомпания получила три таких самолёта и сертификат эксплуатанта на базе бывшей дочерней для S7 компании ООО «Глобус».
В марте 2022 года стало ясно, что в связи с прекращением поставок новых самолётов Airbus в Россию в рамках санкций, у компании таковых не будет. Также было объявлено о прекращении набора лётного и наземного персонала для компании.
В мае 2022 года предполагалось, что проект все-таки будет ограниченно запущен благодаря трем имеющимся самолётам Airbus-A319 и передаче ещё нескольких бортов (таких же и расконсервированных и начавших полёты ещё более малых Embraer) из материнской компании, у которой образовался избыток самолётов после прекращения полётов за рубеж (кроме стран СНГ) из-за санкций.
На короткое время на сайте проекта появились первые рейсы из Казани и Омска в Сочи, Самару, Мурманск, Волгоград, Нижний Новгород и Нижневартовск со стоимостью полётов от 1000 руб., которые однако было невозможно забронировать. Вскоре это содержимое было удалено и стало известно о технической ошибке их преждевременного опубликования.
8 июня 2022 года S7 официально объявила о заморозке проекта:
«В текущих обстоятельствах S7 Group замораживает проект лоукостера Citrus. В 2022 году поставки необходимых для запуска лоукостера самолётов не состоятся, поэтому развитие авиакомпании с такой бизнес-моделью сейчас, к сожалению, невозможно. Решение о дальнейшей судьбе проекта будет принято к концу года», — пояснил официальный представитель. На сайте проекта появилось сообщение: «Запуск авиакомпании Citrus откладывается на неопределенное время».

## Маршрутная сеть
В отличие от глобально-российской и международной материнской компании, лоукост Citrus ориентирован на выполнение преимущественно межрегиональных авиаперевозок в России за пределами её двух столиц. Соответственно, у компании будут располагаться в регионах базовые аэропорты-хабы, первыми из которых определены Казань в Поволжье и Омск в Сибири, откуда и будут запущены первые маршруты по России и затем в страны СНГ.

## Деятельность
Ожидается, что пассажиропоток в первый год работы составит около 1 млн пассажиров, к 2024 году планировалось 6-8 млн пассажиров ежегодно.

## Флот
Подобно лоукостеру «Победа», для новой авиакомпании будут закупаться или браться в лизинг новые авиалайнеры. В качестве марки и модели был определён Airbus A320neo. К сентябрю 2021 года было подписано предварительное соглашение на поставку первых четырёх лайнеров и к концу 2022 года компания должна будет иметь 8 бортов. В течение первых лет планируется увеличение парка на 6-8 воздушных судов ежегодно. К 2024 году флот лоукостера будет насчитывать 24 самолёта.
Согласно данным реестра Росавиации на 24.05.2023 года, флот авиакомпании состоит из трех Airbus A319, ранее эксплуатируемых в S7 Airlines

### Ливрея
Объявлено, что, как и логотип, борты авиакомпании будут иметь яркую розово-жёлтую окраску (в отличие от также яркой жёлто-зелёной у материнской компании S7 Airlines).